# Veronica cana
Veronica cana là một loài thực vật có hoa trong họ Mã đề. Loài này được Wall. ex Benth. miêu tả khoa học đầu tiên năm 1835.